# Чемпионат мира по настольному теннису среди команд 2022
Чемпионат мира по настольному теннису среди команд 2022 года — 56-й чемпионат мира по настольному теннису под эгидой ITTF финальная часть которого прошла в Чэнду (КНР) в 2022 году. На чемпионате были разыграны два комплектов медалей: среди мужских и среди женских команд. В чемпионате приняли участие 32 мужские команды и 28 женских.

## Организация чемпионата
В мае 2018 года ITTF объявила, что с 2021 года Чемпионат мира по настольному теннису будет проходить в новом формате. Сначала будут проводиться региональные и континентальные стадии отбора, а затем по итогам отбора лучшие 32 мужские и 32 женские команды примут участие в «Финалах чемпионата мира по настольному теннису».
В марте 2019 года ITTF сообщила, что на проведение финалов чемпионата мира 2022 года претендуют три города — Чэнду (КНР), Китакюсю (Япония) и Лиссабон (Португалия). Ещё через месяц было сообщено, что право на проведение финалов выиграл Чэнду.
1 марта 2022 года ITTF сообщила об отстранении спортсменов России и Белоруссии от всех соревнований под эгидой ITTF в связи с вторжением России на Украину. 27 июля 2022 года ITTF объявила, команды России и Белоруссии не будут принимать участие в финалах чемпионата.

## Результаты чемпионата
На чемпионате были разыграны два комплекта медалей, которые разделили между собой команды пяти стран: 

### Медали
| Разряд          | Золото                                                                    | Серебро                                                                  | Бронза                                                                                     |
| --------------- | ------------------------------------------------------------------------- | ------------------------------------------------------------------------ | ------------------------------------------------------------------------------------------ |
| Мужские команды | Китай · Фань Чжэньдун · Ма Лун · Лян Цзинкунь · Ван Чуцинь · Линь Гаоюань | Германия · Цю Дан · Бенедикт Дуда · Рикардо Вальтер · Кай Стампер        | Республика Корея · Чан У Джин · An Jae-hyun · Cho Seung-min · Cho Dae-seong · Hwang Min-ha |
| Мужские команды | Китай · Фань Чжэньдун · Ма Лун · Лян Цзинкунь · Ван Чуцинь · Линь Гаоюань | Германия · Цю Дан · Бенедикт Дуда · Рикардо Вальтер · Кай Стампер        | Япония · Томокадзу Харимото · Shunsuke Togami · Mizuki Oikawa · Jo Yokotani                |
| Женские команды | Китай · Сунь Инша · Чэнь Мэн · Ван Маньюй · Ван Иди · Чэнь Синтун         | Япония · Хина Хаято · Мима Ито · Мию Кихара · Мию Нагасаки · Хитоми Сато | Германия · Han Ying · Nina Mittelham · Shan Xiaona · Sabine Winter · Annett Kaufmann       |
| Женские команды | Китай · Сунь Инша · Чэнь Мэн · Ван Маньюй · Ван Иди · Чэнь Синтун         | Япония · Хина Хаято · Мима Ито · Мию Кихара · Мию Нагасаки · Хитоми Сато | Китайский Тайбэй Chen Szu-yu Чжэн Ицзин Liu Hsing-yin Li Yu-jhun Huang Yi-hua              |